# Gideon Mantell

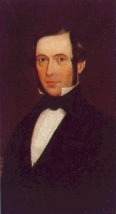
Gideon Mantell

Gideon Algernon Mantell (ur. 3 lutego 1790, zm. 10 listopada 1852) – angielski lekarz, geolog i paleontolog, odkrywca jednej z pierwszych, opisanych naukowo skamieniałości pochodzących od dinozaura, konkretnie od iguanodona (1822).

## Życiorys
Urodził się w Lewes, hrabstwo Sussex. Był lekarzem z powołania zajmującym się położnictwem i chirurgią mającym kontakt z pacjentami na co dzień. Pomimo natłoku obowiązków związanych z medyczną praktyką w Lewes, znajdował trochę czasu na swoją pasję, którą była geologia. Zazwyczaj wczesnym rankiem przed rozpoczęciem pracy wyruszał na poszukiwania zainspirowany sensacyjnymi odkryciami w owym czasie skamieniałych ogromnych krokodyli, później zidentyfikowanych jako ichtiozaury) przez Mary Anning przy Lyme Regis w Dorset. Mantell rozpoczął poszukiwania skamieniałych szczątków zwierząt i roślin. Skamieniałości znajdowano w okolicy znanej jako The Weald w hrabstwie Sussex w pokładach kredowych z górnego okresu kredy, którym początek dało ciepłe morze tam istniejące.